# Ekstraliga polska w piłce nożnej kobiet (2007/2008)
Ekstraliga polska w piłce nożnej kobiet 2007/08 – 29. edycja kobiecej Ekstraligi piłkarskiej w Polsce. W rozgrywkach brało udział 6 zespołów. Mistrz kraju otrzymywał szansę gry w Pucharze UEFA w przyszłym sezonie. Do I ligi spadał bezpośrednio ostatni zespół, przedostatni musiał zaś rozegrać baraże z przegranym dwumeczu pomiędzy zwycięzcami grup północnej i południowej I ligi. Drużyny grały ze sobą łącznie po cztery spotkania, dwa u siebie i dwa na wyjeździe. Beniaminkiem w tym sezonie była RTP Unia Racibórz, a tytuł po raz ósmy z rzędu zdobył KŚ AZS Wrocław. Do I ligi bezpośrednio spadła drużyna Czarnych Sosnowiec. Przedostatni AZS PSW Biała Podlaska po barażach z zespołem MUKS Tomaszów Mazowiecki utrzymał się w Ekstralidze.

## Tabela
Tabela Ekstraligi sezonu 2007/08:
| Poz. | Klub                   | M  | Pkt. | Mecze | Mecze | Mecze | Bramki | Bramki |
| Poz. | Klub                   | M  | Pkt. | zwy.  | rem.  | por.  | zdob.  | stra.  |
| ---- | ---------------------- | -- | ---- | ----- | ----- | ----- | ------ | ------ |
| 1    | KŚ AZS Wrocław         | 20 | 50   | 16    | 2     | 2     | 55     | 8      |
| 2    | Medyk Konin            | 20 | 47   | 15    | 2     | 3     | 59     | 16     |
| 3    | RTP Unia Racibórz      | 20 | 34   | 10    | 4     | 6     | 33     | 28     |
| 4    | Gol Częstochowa        | 20 | 22   | 7     | 1     | 12    | 40     | 48     |
| 5    | AZS PSW Biała Podlaska | 20 | 12   | 3     | 3     | 14    | 13     | 49     |
| 6    | Czarni Sosnowiec       | 20 | 8    | 2     | 2     | 16    | 12     | 63     |

## Wyniki spotkań
Runda jesienna:
| 1. kolejka           |                        |              |                        |  |
| 1 września 2007      | KŚ AZS Wrocław         | 0 – 3 (w.o.) | Czarni Sosnowiec       |  |
| 2 września 2007      | AZS PSW Biała Podlaska | 0 – 2        | Gol Częstochowa        |  |
| 2 września 2007      | RTP Unia Racibórz      | 1 – 3        | Medyk Konin            |  |
| 2. kolejka           |                        |              |                        |  |
| 8 września 2007      | Czarni Sosnowiec       | 0 – 2        | Medyk Konin            |  |
| 8 września 2007      | Gol Częstochowa        | 0 – 3        | RTP Unia Racibórz      |  |
| 8 września 2007      | KŚ AZS Wrocław         | 4 – 0        | AZS PSW Biała Podlaska |  |
| 3. kolejka           |                        |              |                        |  |
| 15 września 2007     | RTP Unia Racibórz      | 0 – 2        | KŚ AZS Wrocław         |  |
| 15 września 2007     | Medyk Konin            | 7 – 0        | Gol Częstochowa        |  |
| 16 września 2007     | AZS PSW Biała Podlaska | 0 – 0        | Czarni Sosnowiec       |  |
| 4. kolejka           |                        |              |                        |  |
| 22 września 2007     | Czarni Sosnowiec       | 0 – 11       | Gol Częstochowa        |  |
| 23 września 2007     | KŚ AZS Wrocław         | 3 – 1        | Medyk Konin            |  |
| 23 września 2007     | AZS PSW Biała Podlaska | 1 – 1        | RTP Unia Racibórz      |  |
| 5. kolejka           |                        |              |                        |  |
| 6 października 2007  | RTP Unia Racibórz      | 0 – 0        | Czarni Sosnowiec       |  |
| 6 października 2007  | Medyk Konin            | 4 – 2        | AZS PSW Biała Podlaska |  |
| 7 października 2007  | Gol Częstochowa        | 1 – 6        | KŚ AZS Wrocław         |  |
| 6. kolejka           |                        |              |                        |  |
| 13 października 2007 | Medyk Konin            | 0 – 0        | RTP Unia Racibórz      |  |
| 14 października 2007 | Czarni Sosnowiec       | 0 – 7        | KŚ AZS Wrocław         |  |
| 14 października 2007 | Gol Częstochowa        | 5 – 0        | AZS PSW Biała Podlaska |  |
| 7. kolejka           |                        |              |                        |  |
| 20 października 2007 | Medyk Konin            | 2 – 0        | Czarni Sosnowiec       |  |
| 20 października 2007 | RTP Unia Racibórz      | 2 – 2        | Gol Częstochowa        |  |
| 21 października 2007 | AZS PSW Biała Podlaska | 0 – 0        | KŚ AZS Wrocław         |  |
| 8. kolejka           |                        |              |                        |  |
| 27 października 2007 | KŚ AZS Wrocław         | 1 – 0        | RTP Unia Racibórz      |  |
| 28 października 2007 | Czarni Sosnowiec       | 1 – 0        | AZS PSW Biała Podlaska |  |
| 28 października 2007 | Gol Częstochowa        | 2 – 3        | Medyk Konin            |  |
| 9. kolejka           |                        |              |                        |  |
| 3 listopada 2007     | Gol Częstochowa        | 4 – 0        | Czarni Sosnowiec       |  |
| 3 listopada 2007     | Medyk Konin            | 0 – 1        | KŚ AZS Wrocław         |  |
| 3 listopada 2007     | RTP Unia Racibórz      | 4 – 0        | AZS PSW Biała Podlaska |  |
| 10. kolejka          |                        |              |                        |  |
| 10 listopada 2007    | KŚ AZS Wrocław         | 2 – 0        | Gol Częstochowa        |  |
| 11 listopada 2007    | Czarni Sosnowiec       | 1 – 2        | RTP Unia Racibórz      |  |
| 11 listopada 2007    | AZS PSW Biała Podlaska | 1 – 4        | Medyk Konin            |  |

Runda wiosenna:
| 11. kolejka      |                        |       |                        |  |
| 20 marca 2008    | AZS PSW Biała Podlaska | 0 – 4 | Gol Częstochowa        |  |
| 22 marca 2008    | RTP Unia Racibórz      | 2 – 6 | Medyk Konin            |  |
| 1 maja 2008      | KŚ AZS Wrocław         | 4 – 0 | Czarni Sosnowiec       |  |
| 12. kolejka      |                        |       |                        |  |
| 29 marca 2008    | Czarni Sosnowiec       | 0 – 5 | Medyk Konin            |  |
| 29 marca 2008    | KŚ AZS Wrocław         | 6 – 0 | AZS PSW Biała Podlaska |  |
| 30 marca 2008    | Gol Częstochowa        | 0 – 1 | RTP Unia Racibórz      |  |
| 13. kolejka      |                        |       |                        |  |
| 5 kwietnia 2008  | AZS PSW Biała Podlaska | 2 – 0 | Czarni Sosnowiec       |  |
| 5 kwietnia 2008  | RTP Unia Racibórz      | 0 – 3 | KŚ AZS Wrocław         |  |
| 5 kwietnia 2008  | Medyk Konin            | 3 – 1 | Gol Częstochowa        |  |
| 14. kolejka      |                        |       |                        |  |
| 12 kwietnia 2008 | Czarni Sosnowiec       | 0 – 4 | Gol Częstochowa        |  |
| 13 kwietnia 2008 | AZS PSW Biała Podlaska | 0 – 4 | RTP Unia Racibórz      |  |
| 14 maja 2008     | KŚ AZS Wrocław         | 1 – 2 | Medyk Konin            |  |
| 15. kolejka      |                        |       |                        |  |
| 19 kwietnia 2008 | RTP Unia Racibórz      | 2 – 1 | Czarni Sosnowiec       |  |
| 19 kwietnia 2008 | Medyk Konin            | 2 – 0 | AZS PSW Biała Podlaska |  |
| 20 kwietnia 2008 | Gol Częstochowa        | 0 – 3 | KŚ AZS Wrocław         |  |
| 16. kolejka      |                        |       |                        |  |
| 11 maja 2008     | Czarni Sosnowiec       | 0 – 1 | KŚ AZS Wrocław         |  |
| 11 maja 2008     | Gol Częstochowa        | 0 – 1 | AZS PSW Biała Podlaska |  |
| 11 maja 2008     | Medyk Konin            | 0 – 1 | RTP Unia Racibórz      |  |
| 17. kolejka      |                        |       |                        |  |
| 17 maja 2008     | Medyk Konin            | 5 – 0 | Czarni Sosnowiec       |  |
| 18 maja 2008     | RTP Unia Racibórz      | 1 – 0 | Gol Częstochowa        |  |
| 18 maja 2008     | AZS PSW Biała Podlaska | 1 – 2 | KŚ AZS Wrocław         |  |
| 18. kolejka      |                        |       |                        |  |
| 22 maja 2008     | Czarni Sosnowiec       | 1 – 2 | AZS PSW Biała Podlaska |  |
| 22 maja 2008     | KŚ AZS Wrocław         | 4 – 0 | RTP Unia Racibórz      |  |
| 22 maja 2008     | Gol Częstochowa        | 0 – 8 | Medyk Konin            |  |
| 19. kolejka      |                        |       |                        |  |
| 1 czerwca 2008   | Gol Częstochowa        | 4 – 3 | Czarni Sosnowiec       |  |
| 1 czerwca 2008   | Medyk Konin            | 0 – 0 | KŚ AZS Wrocław         |  |
| 1 czerwca 2008   | RTP Unia Racibórz      | 3 – 2 | AZS PSW Biała Podlaska |  |
| 20. kolejka      |                        |       |                        |  |
| 7 czerwca 2008   | Czarni Sosnowiec       | 2 – 6 | RTP Unia Racibórz      |  |
| 7 czerwca 2008   | AZS PSW Biała Podlaska | 1 – 2 | Medyk Konin            |  |
| 7 czerwca 2008   | KŚ AZS Wrocław         | 5 – 0 | Gol Częstochowa        |  |

Baraże:
- Baraż zwycięzców grup północnej i południowej I ligi o wejście do Ekstraligi: (rozegrany na stadionie miejskim w Kutnie)

| 7 czerwca 2008 | MUKS Tomaszów Mazowiecki | 1 – 2 | MUKS Praga Warszawa |  |

Awans: MUKS Praga Warszawa
- Baraż o Ekstraligę przegranego zespołu z wcześniejszego barażu z przedostatnią drużyną Ekstraligi:

| 11 czerwca 2008 | MUKS Tomaszów Mazowiecki | 0 – 2 | AZS PSW Biała Podlaska   |  |
| 15 czerwca 2008 | AZS PSW Biała Podlaska   | 1 – 1 | MUKS Tomaszów Mazowiecki |  |

Awans: AZS PSW Biała Podlaska (3:1 w dwumeczu)